# Apparitions (film)
Pour les articles homonymes, voir apparitions.
Pour plus de détails, voir Fiche technique et Distribution.
Apparitions ou Libellule au Québec (Dragonfly) est un film américain réalisé par Tom Shadyac, sorti en 2002.

## Synopsis
La femme du docteur Joe Darrow, qui était en mission humanitaire au Venezuela, vient de mourir dans un accident de bus. Pour tenir une promesse faite à sa femme, Joe rend visite aux derniers patients de celle-ci, des jeunes enfants placés au service oncologie.
Parmi eux, Jeffrey, qui a connu plusieurs expériences de mort imminente, lui affirme qu'il a vu sa femme lors d'une de ces expériences. 
Joe, d’abord sceptique, commence peu à peu à prendre au sérieux les dires de ce garçon.

## Fiche technique
- Titre original : Dragonfly
- Titre français : Apparitions
- Titre québécois : Libellule
- Réalisation : Tom Shadyac
- Scénario : David Seltzer, Brandon Camp & Mike Thomson
- Production : Mark Johnston, Tom Shadyac, Roger Birnbaum & Gary Barber
- Directeur de la photographie : Dean Semler
- Montage : Don Zimmerman
- Costumes : Judy Ruskin Howell
- Musique : John Debney
- Effets visuels : Jon Farhat
- Distribution : Universal Pictures
- Éditeur vidéo : Touchstone Pictures
- Durée : 103 minutes
- Budget : 60 millions de dollars
- Genre : fantastique
- Sortie : 
  - Etats-Unis : 22 février 2002
  - France : 5 juin 2002

## Distribution
- Kevin Costner (VF : Bernard Lanneau / VQ : Marc Bellier) : Dr Joe Darrow
- Kathy Bates (VF : Denise Metmer / VQ : Claudine Chatel) : Miriam Belmont
- Robert Bailey Jr. (VQ : Xavier Dolan) : Jeffrey Reardon
- Susanna Thompson (VQ : Anne Bédard) : Dr Emily Darrow
- Joe Morton (VQ : Jean-Marie Moncelet) : Hugh Campbell
- Ron Rifkin (VQ : Jacques Lavallée) : Charlie Dickinson
- Linda Hunt (VF : Jacqueline Cohen / VQ : Anne Caron) : Sœur Madeline
- Jacob Vargas (VF : Remi Carballido / VQ : Louis-Philippe Dandenault) : Pilote
- Peter Hansen : Phillip Darrow
- L. Scott Caldwell : Infirmière